# Firebase

Logo de la herramienta Firebase

Firebase es una plataforma para el desarrollo de aplicaciones web y aplicaciones móviles lanzada en 2011 y adquirida por Google en 2014.
Es una plataforma ubicada en la nube, integrada con Google Cloud Platform, que usa un conjunto de herramientas para la creación y sincronización de proyectos que serán dotados de alta calidad, haciendo posible el crecimiento del número de usuarios y dando resultado también a la obtención de una mayor monetización.
Los desarrolladores tendrán una serie de ventajas al usar esta plataforma:
- Sincronizar fácilmente los datos de sus proyectos sin tener que administrar conexiones o escribir lógica de sincronización compleja.
- Usa un conjunto de herramientas multiplataforma: se integra fácilmente para plataformas web como en aplicaciones móviles. Es compatible con grandes plataformas, como IOS, Android, aplicaciones web, Unity y C++.
- Usa la infraestructura de Google y escala automáticamente para cualquier tipo de aplicación, desde las más pequeñas hasta las más potentes.
- Crea proyectos sin necesidad de un servidor: Las herramientas se incluyen en los SDK para los dispositivos móviles y web, por lo que no es necesario la creación de un servidor para el proyecto.

Firebase dota a sus usuarios de una gran documentación para crear aplicaciones usando esta plataforma. Aparte de esto, ofrece soporte gratuito mediante correo electrónico para todos sus usuarios, y además sus desarrolladores participan activamente en plataformas como Github y StackOverflow, así como poseen un canal de Youtube explicando el funcionamiento de varias de sus herramientas.
Gracias a todas estas funcionalidades, cualquier desarrollador puede combinar y adaptar la plataforma a medida de sus necesidades.

## Historia
Esta plataforma proporcionó a los desarrolladores una API que permitía la integración de sistemas de chat en sus páginas web. Estaba siendo utilizado en gran escala por los desarrolladores para pasar paquetes de información de sus aplicaciones, como el estado de las partidas en el caso de los juegos. Fue entonces cuando decidieron separar ambas funcionalidades, el sistema de chat y el sistema de arquitectura en tiempo real que lo propulsaba, dando como resultado la fundación de Firebase en abril de 2012.
En octubre de 2014, Firebase fue comprado por Google. En octubre de 2015, Google adquirió Divshot para fusionar su equipo  con el equipo de Firebase. Desde su adquisición, Firebase ha crecido dentro de Google y ha expandido sus servicios para convertirse en una plataforma unificada para desarrolladores móviles. Firebase se integra actualmente con otros servicios de Google para poder ofrecer productos a mayor escala para los desarrolladores. En enero de 2017, Google adquirió Tejido y Crashlytics de Twitter para unir sus servicios al equipo de Firebase. En octubre de 2017 Firebase lanzó Cloud Firestore, una base de datos NoSQL en la nube.

## Servicios

### Analytics

#### Firebase Analytics
Firebase Analytics es una aplicación gratuita que proporciona una visión profunda sobre el uso de la aplicación por parte de los usuarios.

### Desarrollo
Firebase permite la creación de mejores aplicaciones, minimizando el tiempo de optimización y desarrollo mediante diferentes funciones, entre las que destacan la detección de errores y el testeo, lo cual supone poder dar un salto de calidad a la aplicación. Poder almacenar toda la información en la nube y configurarla de manera distribuida, son las características más destacadas de Firebase.

#### Firebase Cloud Messaging
Antiguamente conocido como Google Cloud Messaging (GCM), Firebase Cloud Messaging (FCM) es una plataforma para mensajes y notificaciones para Android, iOS, y aplicaciones web que actualmente puede ser usada de forma gratuita.

#### Firebase Auth[13]
Firebase Auth es un servicio que puede autenticar los usuarios utilizando únicamente código del lado del cliente. Incluye la autenticación mediante proveedores de inicio de sesión como Facebook, GitHub, Twitter, Google, Yahoo y Microsoft; así como los métodos clásicos de inicio de sesión mediante correo electrónico y contraseña. Además, incluye un sistema de administración del usuario por el cual los desarrolladores pueden habilitar la autenticación de usuarios con correo electrónico y contraseña que se almacenarán en Firebase.
Este servicio busca facilitar la creación de sistemas de autenticación, a la vez que mejora la incorporación, acceso y seguridad para los usuarios. Gracias a esto, el cliente no tiene que preocuparse por desarrollar métodos de autenticación clásicos, ya que Firebase le aporta de manera sencilla, eficaz y segura métodos para gestionar sus usuarios.
También aporta muchas funcionalidades extra, como la recuperación y verificación de cuentas, tanto por correo electrónico como por SMS, y cuotas de registro para los usuario, todo esto gestionado mediante los servidores de la plataforma.

#### Realtime Database[14]
Firebase proporciona una base de datos en tiempo real, back-end y organizada en forma de árbol JSON. El servicio proporciona a los desarrolladores de aplicaciones una API que permite que la información de las aplicaciones sea sincronizada y almacenada en la nube de Firebase. La compañía habilita integración con aplicaciones Android, iOS, JavaScript, Java, Objective-C, Swift y Node.js. La base de datos es también accesible a través de una REST API e integración para varios sistemas de Javascript como AngularJS, React, Ember.js y Backbone.js. La REST API utiliza el protocolo SSE (del inglés Server-Sent Events), el cual es una API para crear conexiones de HTTP para recibir notificaciones push de un servidor.
La sincronización en tiempo real de esta base de datos permite que los usuarios accedan a la información de sus datos desde cualquier dispositivo en tiempo real, compartiendo una instancia de Realtime Database, y cada vez que un usuario realice una modificación en esta, se almacena dicha información en la nube y se notifica simultáneamente al resto de dispositivos.
Una funcionalidad interesante de esta base de datos, es que si un usuario realiza cambios y pierde a la vez su conexión a Internet, el SDK de la plataforma usa una caché local en el dispositivo donde guarda estos cambios; y una vez que vuelva a tener conexión, automáticamente se sincronizan los datos locales.

#### Firebase Storage
Firebase Storage proporciona cargas y descargas seguras de archivos para aplicaciones Firebase, sin importar la calidad de la red. El desarrollador lo puede utilizar para almacenar imágenes, audio, vídeo, o cualquier otro contenido generado por el usuario. Firebase Storage se basa en el almacenamiento de Google Cloud Storage.

#### Firebase Cloud Firestore
Cloud Firestore es un servicio de almacenamiento de datos derivado de Google Cloud Platform, adaptado a la plataforma de Firebase. Al igual que Realtime Database, es una base de datos NoSQL, aunque presenta diversas diferencias. Se organiza en forma de documentos agrupados en colecciones, y en ellos se pueden incluir tanto campos de diversos tipos (cadenas de texto, números, puntos geográficos, referencias a la propia base de datos, arrays, booleanos, marcas de tiempo, e incluso objetos propios) como otras subcolecciones.
Entre sus limitaciones más destacadas encontramos la de no soportar las búsquedas de texto tipo "LIKE", eso es, buscar por subcadenas del texto almacenado, y la de no poder filtrar las búsquedas  con condiciones que impliquen más de un campo, si no es por búsquedas por el texto exacto.